# Ивановка (Милютинский район)
Ива́новка — хутор в Милютинском районе Ростовской области.
Входит в состав Николо-Березовского сельского поселения.

## Население
| 2010 |
| ---- |
| 69   |

## Улицы
- ул. Грекова,
- ул. Кирова,
- ул. Тихая,
- пер. Мирный.